# Marjan Markić
Marjan Markić (* 1. November 1990 in Brčko, SFR Jugoslawien, heute Bosnien und Herzegowina) ist ein kroatischer Fußballspieler.

## Karriere
Markić begann seine Karriere beim ASKÖ Klingenbach. 2007 wechselte er zum SV Markt Sankt Martin. 2011 kehrte er zu Klingenbach zurück. Im Januar 2012 wechselte er zum Regionalligisten SC Ritzing. Sein Debüt in der Regionalliga gab er im März 2012, als er am 16. Spieltag der Saison 2011/12 gegen die Amateure der SV Mattersburg in der Startelf stand.
Zur Saison 2012/13 wechselte er zum viertklassigen ASV Draßburg. Für Draßburg erzielte er in jener Saison in 28 Spielen 28 Treffer. Daraufhin wechselte er im Sommer 2013 zum Zweitligisten SC-ESV Parndorf 1919. Im August 2013 debütierte er in der zweiten Liga, als er am vierten Spieltag der Saison 2013/14 gegen den SKN St. Pölten in der Startelf stand und in der 84. Minute durch Julian Salamon ersetzt wurde. In jenem Spiel, das Parndorf 2:0 gewann, erzielte er den Treffer zum zwischenzeitlichen 1:0.
Nachdem Markić mit Parndorf zu Saisonende in die Regionalliga abgestiegen war, wechselte er im Sommer 2014 nach Deutschland zum Regionalligisten BFC Dynamo. Im September 2014 wurde sein Vertrag jedoch wieder aufgelöst, ohne dass er ein Spiel für Dynamo absolviert hatte.
Im Januar 2015 kehrte Markić nach Österreich zurück, wo er sich dem Regionalligisten First Vienna FC anschloss. In der Winterpause der Saison 2015/16 wechselte er zum Ligakonkurrenten ASK Ebreichsdorf. Nach zweieinhalb Saisonen bei Ebreichsdorf wechselte er zur Saison 2018/19 zum Zweitligisten SKU Amstetten.
Im Januar 2019 wurde sein Vertrag bei Amstetten aufgelöst. Daraufhin wechselte er im selben Monat zum Regionalligisten FC Marchfeld Donauauen. In eineinhalb Jahren in Mannsdorf kam er zu 31 Regionalligaeinsätzen, in denen er 17 Tore machte. Zur Saison 2020/21 kehrte er zum Ligakonkurrenten Draßburg zurück. Für Draßburg kam er zu neun Regionalligaeinsätzen. Im Februar 2021 wechselte er weiter innerhalb der Liga zum SC Neusiedl am See. Für Neusiedl kam er insgesamt zu zwölf Regionalligaeinsätzen. Im November 2021 wurde er gemeinsam mit seinem Vater aufgrund eines Verdachts auf Spielmanipulationen in U-Haft genommen. Im Februar 2022 wechselte er zum sechstklassigen SV Sieghartskirchen. Zu einem Einsatz für den Verein kam es jedoch nicht, im März 2022 wurde er aufgrund des Manipulationsverdachts vom ÖFB suspendiert.